# Municipio de Morris (Minnesota)
El municipio de Morris (en inglés: Morris Township) es un municipio ubicado en el condado de Stevens en el estado estadounidense de Minnesota. En el año 2010 tenía una población de 396 habitantes y una densidad poblacional de 4,56 personas por km².

## Geografía
El municipio de Morris se encuentra ubicado en las coordenadas 45°38′2″N 95°57′8″O / 45.63389, -95.95222. Según la Oficina del Censo de los Estados Unidos, el municipio tiene una superficie total de 86.76 km², de la cual 85,33 km² corresponden a tierra firme y (1,65 %) 1,43 km² es agua.

## Demografía
Según el censo de 2010, había 396 personas residiendo en el municipio de Morris. La densidad de población era de 4,56 hab./km². De los 396 habitantes, el municipio de Morris estaba compuesto por el 93,18 % blancos, el 1,01 % eran amerindios, el 1,52 % eran asiáticos, el 2,53 % eran de otras razas y el 1,77 % eran de una mezcla de razas. Del total de la población el 3,79 % eran hispanos o latinos de cualquier raza.